# Arçay (Cher)
Arçay település Franciaországban, Cher megyében. Lakosainak száma 488 fő (2022. január 1.). Arçay Lapan, Levet, Lissay-Lochy, Saint-Caprais, Le Subdray, Trouy és Corquoy községekkel határos.

## Népesség
A település népességének változása:
| Lakosok száma | 258  | 337  | 378  | 458  | 520  | 516  | 510  | 500  | 493  | 488  |
|               | 1968 | 1982 | 1990 | 2006 | 2013 | 2015 | 2017 | 2019 | 2020 | 2022 |